# Продивус, Владимир Степанович
Владимир Степанович Про́дивус (укр. Володимир Степанович Продивус; род. 8 декабря 1962, Шахан, Карагандинская область, Казахская ССР) — украинский предприниматель, спортивный функционер, меценат, политик. Президент Федерации бокса Украины. Глава общества «Винничане в Киеве». Член Исполкома Международной Ассоциации Любительского бокса (AIBA). Вице-президент Европейской конфедерации бокса (EUBC). Народный депутат Верховной рады Украины VII созыва от Партии Регионов. В украинских СМИ неоднократно назывался известным криминальным авторитетом.

## Биография
Родился 8 декабря 1962 года в Шахане, в Карагандинской области Казахской ССР в семье шахтёра. Детство и юношество провел в селе Сосонка Винницкой области. В раннем возрасте остался без отца.
В юношестве серьёзно увлекся боксом. Двукратный чемпион Украинской ССР, бронзовый призёр Кубка СССР по боксу. В 1986 году окончил факультет физического воспитания Винницкого педагогического института им. Н. Островского. Окончил так же факультет финансов в Тернопольской академии народного хозяйства, получил специальность психолога в Межрегиональной академии управления персоналом и степень магистра государственного управления в Национальной академии государственного управления при Президенте Украины. 2016 — кандидат наук по государственному управлению (кандидатская диссертация «Механизмы государственного регулирования регионального развития в Украине»). Прошёл срочную воинскую службу в Советской Армии.
После распада СССР начал создавать свой холдинг, названный позднее корпорацией «Премьер-Финанс». В настоящее время в составе корпорации около 30 предприятий фармацевтической, торговой и пищевой отрасли. В их числе ОАО «Муровано-Куриловецкий завод минеральной воды» и торговая марка «Регина», ЗАО «Винницкий универмаг», ОАО «Винницафармация», ООО СП «Бизнес-ПРО», ЗАО «Акцент» и др. Является мажоритарным акционером и председателем Наблюдательного совета крупной украинской мостостроительной компании «Мостобуд» и корпорации «Премьер-Финанс».
В украинских СМИ неоднократно назывался известным криминальным авторитетом. В 1989 году был осужден на 3 года, отбывал наказание в колонии ШИК-66 в Шостке.
С 2008 года возглавляет Федерацию бокса Украины. Инвестор проекта «Украинские атаманы» в WBS.
Народный депутат Верховной рады Украины VII созыва (2012—2014 гг.) от Партии Регионов (вышел из фракции Партии Регионов 21 февраля 2014 года). Был членом Комитета Верховной Рады Украины по вопросам строительства, градостроительства, жилищно-коммунального хозяйства и региональной политики.
Инициатор создания внеполитической организации «Мир и Единство», целью которой выступает развитие диалога в культурной и межрелигиозной областях. Соучредитель Общественного союза деятелей физической культуры и спорта, задача которого — защита прав спортсменов и реформирование сферы физкультуры и спорта в соответствии с мировыми стандартами.
Член президиума Международной общественной организации «Украина — Польша — Германия».

## Благотворительность
Владимир Продивус поддерживает развитие спорта: бокса в Украине и футбола в Винницкой области. Выступал спонсором команды КВН «Винницкие перцы». Его Фонд оказывает материальную поддержку одаренным детям, ветеранам войны и труда и пожилым людям.

## Спортивные достижения и карьера
- Двукратный чемпион Украины по боксу, победитель Спартакиады Украины[19].
- Бронзовый призёр Кубка СССР, 5 раз участвовал в чемпионатах СССР и был кандидатом в сборную СССР по боксу[20].
- Председатель попечительного совета Федерации бокса Украины.
- Президент и почётный президент футбольного клуба «Нива» (Винница) в 2004—2012 годах[21]

## Награды
- Заслуженный строитель Украины.
- Ордена «За Заслуги» II и III степени.
- Орден «За розбудову України» имени Михаила Грушевского IV степени.
- Крест почета «За возрождение Украины» II степени.
- Орденский знак «Слава на верность Отчизне» II степени.
- Орден Украинской Православной Церкви Святого Равноапостольного князя Владимира 3 степени.

## Скандалы
- 9 мая 2014 года в украинских СМИ появилась информация об участии Владимира Продевуса в перестрелке во время попытки передела сфер влияния на незаконных месторождениях добычи янтаря в Ровенской области Украины[6][7][8].
- 26 августа 2019 года офис компании «Мостобуд» в Киеве был обстрелян из гранатомета. Среди версий теракта СМИ называют передел незаконной добычи янтаря и невозврат компанией кредита в полтора миллиарда гривен[22][23]. Сам Владимир Продивус называет причиной обстрела «политический след»[24].

## Семья
Женат.